# Vizcondado de Santa Clara de Avedillo
El vizcondado de Santa Clara de Avedillo, es un título nobiliario español creado el 10 de abril de 1628 por el rey Felipe IV a favor de Francisco González de Andía Irarrazábal y Zárate, I marqués de Valparaíso y virrey de Navarra y de Sicilia, .
El título fue rehabilitado en 1918 por el rey Alfonso XIII a favor de Antonio de Saavedra y Rodrigo.
Su denominación hace referencia a la localidad de Santa Clara de Avedillo (provincia de Zamora).

## Vizcondes de Santa Clara de Avedillo
|                                 | Titular                                                             | Periodo                |
| Creación por Felipe IV          | Creación por Felipe IV                                              | Creación por Felipe IV |
| ------------------------------- | ------------------------------------------------------------------- | ---------------------- |
| I                               | Francisco González de Andía Irarrazábal y Zárate                    | 1628-1659              |
| II                              | Bernardo González de Andía Irarrazábal y Enríquez de Toledo         | ¿?-1672                |
| III                             | Sebastián González de Andía Irarrazábal y Enríquez de Toledo        | ¿?-1698                |
| IV                              | Bartolomé González de Andía y Howard                                | ¿?-1734                |
| V                               | Juan José González de Andía y Salazar                               | ¿?-1741                |
| VI                              | Juan José de Andía Salazar Irarrazábal y Vivero                     | ¿?-¿?                  |
| VII                             | Cristóbal de Valda y Andía Irarrazábal                              | ¿?-1760                |
| VIII                            | Cristóbal Francisco de Valda y Carroz González de Andía Irarrazábal | ¿?-1800                |
| IX                              | José Joaquín Valda y Maldonado                                      | ¿?-1826                |
| X                               | Ana Agapita de Valda y Teijeiro de Valcárcel                        | ¿?-1854                |
| Rehabilitación por Alfonso XIII |                                                                     |                        |
| XI                              | Antonio de Saavedra y Rodrigo                                       | 1918-1926              |
| XII                             | José de Yanguas Messía                                              | 1929-1974              |
| XIII                            | José María Yanguas y Pérez de Herrasti                              | 1977-actual titular    |

## Historia de los vizcondes de Santa Clara de Avedillo
- Francisco González de Andía Irarrázabal y Zárate (1576-5 de octubre de 1659), I vizconde de Santa Clara de Avedillo[1][2] y  I marqués de Valparaíso.[3]

Casó  en primeras nupcias el 26 de agosto de 1617 con Constanza de Vivero y Miranda (m. 1629).  Contrajo un segundo matrimonio con Blanca Enríquez de Toledo y Guzmán (m. 1699), hija de Fernando Álvarez de Toledo, señor de Higares, y de su tercera esposa, Josefa de Guzmán y Rodríguez de Ledesma. Le sucedió, de su segundo matrimonio, su hijo:
- Bernardo González de Andía Irarrázabal y Enríquez de Toledo (m. 19 de marzo de 1672), II vizconde de Santa Clara de Avedillo[2] y II marqués de Valparaíso.[3] Sin descendientes. Le sucedió su hermano:

- Sebastián González de Andía Irarrázabal y Enríquez de Toledo (m. 20 de marzo de 1698), III vizconde de Santa Clara de Avedillo[2] y III marqués de Valparaíso.[3]

Casó en primeras nupcias con Isabelle Gand de Isenghien y en segundas en 1680 con Frances Howard de Norfolk. Le sucedió su hijo del segundo matrimonio:
- Bartolomé González de Andía y Howard (m. Mantua, 27 de diciembre de 1734), IV vizconde de Santa Clara de Avedillo,[2] IV marqués de Valparaíso, grande de España[3] y conde de Villaverde.

Soltero, sin descendientes, le sucedió su sobrino:
- Juan José González de Andía y Salazar (m. 16 de enero de 1741), V vizconde de Santa Clara de Avedillo, V marqués de Valparaíso, grande de España[3] y IV marqués de Villahermosa.

Soltero y sin descendientes, le sucedió su sobrino carnal:
- Juan José de Andía Salazar Irarrázabal y Vivero, VI vizconde de Santa Clara de Avedillo y V marqués de Villahermosa.

Sin descendientes, le sucedió su primo:
- Cristóbal Valda y González de Andía-Irarrázabal (Valencia, 5 de octubre de 1731-9 de septiembre de 1760), VII vizconde de Santa Clara de Avedillo, III marqués de Busianos, VI marqués de Valparaíso, grande de España[3] y VI marqués de Villahermosa.

Casó el 24 de junio de 1730 con Antonia Carroz y Pardo de la Casta, hija de Gaspar Carroz de Calatayud, III conde de Cirat, barón de Agrés y de Sella, y de Teresa de Civerio Folch de Cardona. Le sucedió su hijo:
- Cristóbal Francisco Valda y Carroz (Valencia, 5 de octubre de 1731-14 de diciembre de 1800[3]), VIII vizconde de Santa Clara de Avedillo, VII marqués de Valparaíso, grande de España,[3] IV marqués de Busianos, Compañía Americana del Real Cuerpo de Guardia de Corps, caballero de la Orden de Santiago, gentilhombre de cámara del rey y Gran Cruz de Carlos III.[4]

Casó, el 5 de agosto de 1750, con Joaquina Maldonado y Boil de la Scala, hija de Joaquín Antonio Maldonado y Rodríguez de las Varillas (m. 1761) II conde de Villagonzalo, y de Josefa Boil de la Scala, marquesa de la Scala. Le sucedió su hijo:
- José Joaquín Valda y Maldonado  (m. 8 de abril de 1826), IX vizconde de Santa Clara de Avedillo, V marqués de Busianos,[6] VIII marqués de Valparaíso, grande de España, [3] VIII marqués de Villahermosa,[6] teniente general de los Reales Ejércitos y Gran Cruz de Carlos III.[7]

Casó con María Antonia Teijeiro-Valcárcel de Rocafull, IV marquesa de Albudeyte y IV condesa de Montealegre, hija de Luis Bernardo Teijeiro de Valcarcel y de Josefa Puigmarín de Rocafull. Le sucedió su hija:
- Ana Agapita de Valda y Teijeiro de Valcárcel (1784-4 de marzo de 1854), X vizcondesa de Santa Clara de Avedillo, IX marquesa de Valparaíso, grande de España,[3] V marquesa de Albudeyte,[8] y V condesa de Montealegre.[7]

Casó, el 16 de diciembre de 1803, con Francisco de Paula Bernuy y Valda, teniente general de los Reales Ejércitos, director del Real Cuerpo de Guardias de Corps, Gran Cruz de Carlos III y de Isabel la Católica.
Rehabilitado en 1918 por
- Antonio de Saavedra y Rodrigo (1872-1926), XI vizconde de Santa Clara de Avedillo,[9] IV barón de Canet de Berenguer, rehabilitado en 1925. (por rehabilitación a su favor en 1926).[9]

Casó con María Ana Muguelar y Queheille. Le sucedió:
- José de Yanguas y Messía, XII vizconde de Santa Clara de Avedillo.

Casó con María del Rosario Pérez de Herrasti y Orellana. Le sucedió su hijo:
- José María Yanguas y Pérez de Herrasti, XIII vizconde de Santa Clara de Avedillo.[1]